# Ladislav Bittman

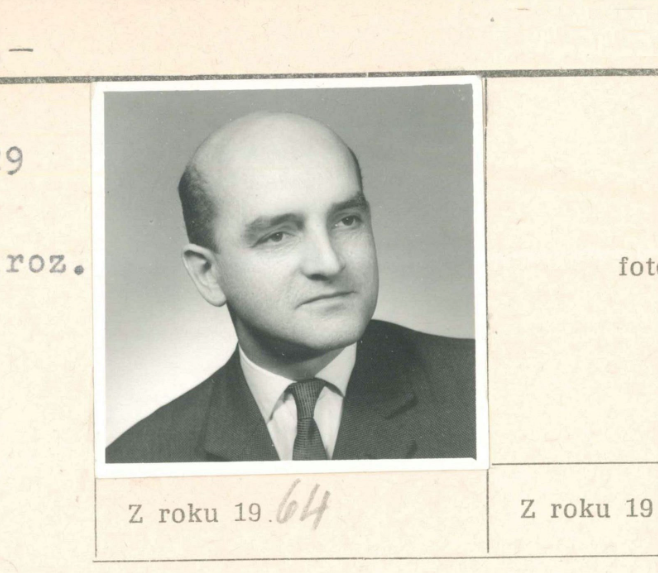
Diese Abbildung stellt einen Ausschnitt aus seiner „Dienstkarte“ von 1964 dar.

Ladislav Bittman (* 12. Januar 1931 in  Prag; † 18. September 2018 in Rockport, Massachusetts) war ein hoher Geheimdienstoffizier der ČSSR, der 1968 in den Westen wechselte.

## Leben
Bittman schloss sich 1946 als 15-Jähriger der Kommunistischen Partei der Tschechoslowakei an. Nach dem Erwerb der Hochschulreife studierte er Völkerrecht an der Karls-Universität Prag und machte ab 1954 Karriere im analytischen Teil der 1. Verwaltung der Staatssicherheit. Als Anhänger des Prager Frühlings flüchtete er 1968 nach dem sowjetischen Einmarsch in die Botschaft der USA in Bonn. Bittman wurde ein Jahr vom amerikanischen Geheimdienst in Washington, D.C. befragt und änderte seinen Namen in Lawrence Martin.
Bittman lebte seit den 1970er-Jahren in Rockport (Massachusetts). 1970 wurde er in Prag in Abwesenheit zu sieben Jahren Haft verurteilt. Nachdem er im Mai 1971 unter dem Decknamen Lawrence Britt im Unterausschuss des Senats des Kongresses aussagte, wurde er 1972 in Prag in Abwesenheit zum Tode verurteilt. In den USA schrieb er ein Buch über sowjetische Desinformationstechniken, arbeitete fast drei Jahrzehnte bis in die späten 1990er-Jahre als Universitätslehrer an der Boston University und erhielt 1979 die amerikanische Staatsbürgerschaft.
1994 wurde er von der Tschechischen Republik rehabilitiert. Um 2000 begann er sich als bildender Künstler zu betätigen. 1998 verteidigte Bittman den Wiener Bürgermeister Helmut Zilk gegen Vorwürfe, er sei ein Ostagent gewesen. Zu den erneuten Vorwürfen gegen Helmut Zilk im Frühjahr 2009 wollte er sich nicht äußern.

## Werke
- The Deception Game. Czechoslovak Intelligence in Soviet political Warfare. Syracuse University Research Corporation, Syracuse NY 1972, ISBN 0-8156-8078-3 (In deutscher Sprache: Geheimwaffe D. Verlag Schweizerisches Ost-Institut, Bern 1973, ISBN 3-85913-071-4).
- The KGB and Soviet Disinformation. An Insider's View. Pergamon-Brassey's International Defense Publishers, Washington DC u. a. 1985, ISBN 0-08-031572-0.
- als Herausgeber: The New Image-Makers. Soviet Propaganda and Disinformation Today. Pergamon-Brassey's International Defense Publishers, Washington DC u. a. 1988, ISBN 0-08-034939-0.
- als Herausgeber: Gorbachev's Glasnost. Challenges and Realities (= Propaganda, disinformation, persuasion. Bd. 2, Nr. 4, ISSN 1055-5889). Boston University, College of Communication, Program for the Study of Disinformation Papers, Boston MA 1989.
- als Herausgeber mit John Ost: Thievery, Deception, and Disinformation in International Affairs. Scientific, technological, and commercial (= Propaganda, disinformation, persuasion. Bd. 4). Boston University, College of Communication, Program for the Study of Disinformation Papers, Boston MA 1991.